# 1358년

## 연호
- 원(元) 지정(至正) 18년
- 일본(日本) 남조(南朝) 쇼헤이(正平) 13년
- 일본(日本) 북조(北朝) 엔분(延文) 3년
- 쩐 왕조(陳朝) 다이찌(大治) 원년

## 기년
- 원(元) 혜종(惠宗) 26년
- 고려(高麗) 공민왕(恭愍王) 7년
- 쩐 왕조(陳朝) 유종(裕宗) 18년

## 사건
- 최영이 이끄는 고려군이 4백 척 규모의 함대로 오예포(吾乂浦)에 침략한 왜구를 물리쳤다.